# Al Kazim Towers
De Al Kazim Towers zijn een tweelingtoren in Dubai, Verenigde Arabische Emiraten. De gebouwen zijn beide 265 meter hoog met 53 verdiepingen. De bouw begon in 2005 en in november 2007 bereikten de torens hun hoogste punt om in 2008 voltooid te worden. De torens zijn afgeleid van het Chrysler Building in New York. De architect van het postmodernistische kantoorgebouw is het National Engineering Bureau. In totaal kostte het project 360.000.000 VAE-dirham.